# إميلي بيتيت
إميلي بيتيت (بالإنجليزية: Emily Pettit)‏ (1950)؛ كاتِبة وشاعرة أمريكية.